# Socialismo en un solo país
Se conoce como socialismo en un solo país (en ruso: социализм в одной стране, romanización sotsializm v odnói strané) a la línea adoptada por el XIV Congreso del Partido Comunista de la Unión Soviética, en diciembre de 1925. Iósif Stalin teorizó que un país atrasado como la URSS podía desarrollar y defender el socialismo en el marco nacional de la Unión Soviética. De acuerdo con esta ideología este sería el mayor aporte de la clase obrera soviética a la revolución mundial. Esta tesis se oponía a las concepciones estipuladas por Trotski, quien aseguraba que el socialismo en un solo país era incompatible con las ideas de Marx y la presentó con distintos matices mediante su teoría de la revolución permanente, que promulgaba la extensión de la revolución a los países desarrollados como único garante de la victoria del socialismo en Rusia.

## Controversia
El 7 de marzo de 1918, Lenin decía, a propósito del Tratado de Brest-Litovsk donde la RSFS de Rusia cedió a Alemania territorios a cambio de la paz inmediata, que “es una lección, porque constituye una verdad absoluta el hecho de que sin la revolución alemana estamos perdidos”. Una semana después afirmaba que “el imperialismo universal y la marcha triunfal de la revolución social no pueden coexistir”. Algunas pocas semanas después, el 23 de abril, Lenin declaraba que “el deber ineludible de los socialistas triunfantes en un solo país (y especialmente si es un país atrasado) consiste en no aceptar el combate con los gigantes del imperialismo, en tratar de rehuir el combate, de esperar que la contienda entre los imperialistas debilite a éstos más aún, acerque más aún la revolución en otros países”.
¿Se pronunciaban estas palabras bajo la impresión de la crisis de Brest-Litovsk? No; en marzo de 1919, un año después, Lenin repite de nuevo que “vivimos no solamente en un Estado, sino en un sistema de Estados, y la existencia de la República Soviética durante largo tiempo al lado de los Estados imperialistas es inconcebible. En fin de cuentas, triunfará una cosa u otra”. Otro año después, el 7 de abril de 1920, Lenin recordaba que “si consideramos el capital en escala internacional, sigue siendo más fuerte que el Poder soviético y el régimen soviético, no sólo desde el punto de vista militar, sino también económico. Hay que partir de esta premisa fundamental y no olvidarla nunca”. Y otra cosa que no habría que olvidar jamás la recuerda el 27 de noviembre de 1920: “hemos pasado de la guerra a la paz, pero no olvidamos que la guerra volverá otra vez. Mientras existan el capitalismo y el socialismo no podrán vivir en paz: uno u otro ha de vencer, a la postre: se cantará el réquiem por la República Soviética o por el capitalismo mundial”.
Lenin decía ya en el Tercer Congreso de la Internacional Comunista, es decir, en julio de 1921, que “ha resultado un equilibrio extremadamente precario, extremadamente inestable, pero equilibrio al fin y al cabo que hace posible, claro que no por mucho tiempo, la existencia de la República socialista en el cerco capitalista”. Y hay más: el 5 de julio de 1921 Lenin declaró abiertamente en una sesión del Congreso:

Cuando, en su tiempo, iniciamos la revolución internacional, no lo hicimos persuadidos de que podíamos adelantamos a su desarrollo, sino porque toda una serie de circunstancias nos impulsaron a comenzarla. Nosotros pensábamos: o la revolución internacional acude en nuestra ayuda, y entonces tenemos plenamente garantizadas nuestras victorias, o llevaremos a cabo nuestra modesta labor revolucionaria con la convicción de que, en caso de derrota, y pese a todo, serviremos a la causa de la revolución, y nuestra experiencia será útil para otras revoluciones. Teníamos claro que la victoria de la revolución proletaria era imposible sin el apoyo de la revolución mundial. Ya antes de la revolución, y después de ella, pensábamos: o estalla inmediatamente la revolución -o por lo menos muy pronto- en los otros países, más desarrollados en el aspecto capitalista, o, de lo contrario, habremos de sucumbir.
Lenin

El artículo “Más vale menos, pero mejor”, fue dictado por Lenin un mes antes de que un ictus lo obligara a suspender toda actividad, donde escribe:

¿Podremos mantenernos con nuestra pequeña y pequeñísima producción campesina, dada la ruina en que estamos sumidos, hasta que los países capitalistas de Europa Occidental culminen su desarrollo hacia el socialismo?
Lenin

Lenin se pone este problema: ¿cómo mantener el poder soviético hasta el próximo estallido mundial, o durante un periodo de estancamiento prolongado del desarrollo capitalista?. Estudia 4 factores principales:
1) La posibilidad de que el poder soviético resista, manteniendo la alianza obrero-campesina y permitiendo el desarrollo del capitalismo en Rusia bajo el control de la dictadura del proletariado.
2) La capacidad política de la Internacional Comunista, y en particular del KPD, y de la política exterior soviética, de explotar en ventaja de la revolución proletaria mundial la lucha entre las grandes potencias imperialistas en torno a la Alemania derrotada, en donde el proletariado alemán podría jugar un papel importante si se le presenta una ocasión favorable.
3) El acelerado desarrollo capitalista en Asia podría desencadenar, entre las grandes potencias vencedoras de la Primera Guerra Mundial, un giro ulterior en la carrera por su reparto definitivo. Al mismo tiempo, se produciría una ola de revoluciones nacionales y democráticas en China, la India, Persia, etc.
4) En tal caso Japón, que asciende como potencia imperialista en Asia, entraría en conflicto con las potencias occidentales, haciendo inevitable un conflicto mayor, con su epicentro en Asia y de repercusiones mundiales. Como ya planteó en 1921 se podía esperar “hay quien se dispone, seguramente, a aniquilar a veinte millones de hombres y mutilar a sesenta millones en la guerra que quizá estalle allá por 1925 o por 1928, acaso entre el Japón y Norteamérica, o entre Inglaterra y Norteamérica, o algo por el estilo”.

¿Podrá Rusia resistir “hasta el próximo conflicto armado entre el Occidente contrarrevolucionario y el Oriente revolucionario y nacionalista”?
Creo que a esta pregunta se le debe de responder en el sentido de que la solución depende de muchas circunstancias, y solo se puede prever el desenlace de la lucha en su conjunto (...) [éste] desenlace depende, en ultima instancia, del hecho de que Rusia, la India, China, etc., constituyen la mayoría gigantesca de la población del globo. Y esta mayoría es la que se va incorporando, en los últimos años, con extraordinaria rapidez, a la lucha por su liberación. (...) En este sentido, la victoria definitiva del socialismo está absolutamente asegurada.
Según los defensores de la teoría del "socialismo en un solo país", la URSS consiguió que venciera el socialismo. Además, desarrolló en pocos años una poderosa industria, basada en la colectivización agrícola y la industrialización, todo englobado bajo una economía planificada. El socialismo resolvió hasta cierto punto las necesidades básicas de la población: trabajo, alimentación, salud, techo, educación, acceso a la cultura y deporte para todos. Sin embargo, la política llevada a cabo por Stalin ahogó en sangre a la gran mayoría de "viejos bolcheviques" que lideraron la insurrección, desatando las grandes purgas en el seno del Partido Comunista, el aparato de Estado, la sociedad civil y el interior del Ejército Rojo. La oposición de izquierda trotskista fue inútil ante la facción estalinista, que se impuso mayoritariamente en el país y en el partido.
Esta teoría fue muy criticada por los partidarios de la oposición de izquierda dentro del PCUS, así como por muchos intelectuales y miembros de la tradición marxista, con el bolchevique León Trotski a la cabeza. Para Trotski, las ideas de Stalin eran completamente contrarias al socialismo y la revolución, pues una de las bases del marxismo es el internacionalismo, ya que “sin el soporte estatal directo del proletariado europeo, la clase obrera rusa no podrá mantener el poder y transformar su dominación temporal en una supremacía duradera del socialismo. Respecto a eso, ninguna duda está permitida”. Una línea similar expuso Engels en Principios del Comunismo (1847):

¿Es posible esta revolución en un solo país? No. La gran industria, al crear el mercado mundial, ha unido ya tan estrechamente todos los pueblos del globo terrestre, sobre todo los pueblos civilizados, que cada uno depende de lo que ocurre en la tierra del otro. Además, ha nivelado en todos los países civilizados el desarrollo social a tal punto que en todos estos países la burguesía y el proletariado se han erigido en las dos clases decisivas de la sociedad, y la lucha entre ellas se ha convertido en la principal lucha de nuestros días. Por consecuencia, la revolución comunista no será una revolución puramente nacional, sino que se producirá simultáneamente en todos los países civilizados, es decir, al menos en Inglaterra, en América, en Francia y en Alemania. Ella se desarrollará en cada uno de estos países más rápidamente o más lentamente, dependiendo del grado en que esté en cada uno de ellos más desarrollada la industria, en que se hayan acumulado más riquezas y se disponga de mayores fuerzas productivas. Por eso será más lenta y difícil en Alemania y más rápida y fácil en Inglaterra. Ejercerá igualmente una influencia considerable en los demás países del mundo, modificará de raíz y acelerará extraordinariamente su anterior marcha del desarrollo. Es una revolución universal y tendrá, por eso, un ámbito universal.